# Großsteingrab Gasteren
Das Großsteingrab Gasteren ist eine megalithische Grabanlage der jungsteinzeitlichen Westgruppe der Trichterbecherkultur in Gasteren, einem Ortsteil von Aa en Hunze in der niederländischen Provinz Drenthe. Das Grab trägt die van-Giffen-Nummer D10.

## Lage
Das Grab befindet sich nördlich von Gasteren auf einer Heide. In der näheren Umgebung gibt es mehrere weitere Großsteingräber: 2,7 km nordöstlich befinden sich das Großsteingrab Schipborg (D7) und 3,4 km nordöstlich das Großsteingrab Anloo-Noord (D8).

## Forschungsgeschichte

### 17.–19. Jahrhundert
Das Grab wurde erstmals 1694 von M. Bolhuis erwähnt. Leonhardt Johannes Friedrich Janssen, Kurator der Sammlung niederländischer Altertümer im Rijksmuseum van Oudheden in Leiden, besuchte 1847 einen Großteil der noch erhaltenen Großsteingräber der Niederlande, darunter auch das Grab von Gasteren, und publizierte im folgenden Jahr das erste Überblickswerk mit Baubeschreibungen und schematischen Plänen der Gräber. Zwischen 1869 und 1878 fand eine erste Restaurierung statt. Dabei wurden mehrere Steine verschoben. Janssens Nachfolger Willem Pleyte unternahm 1874 zusammen mit dem Fotografen Jan Goedeljee eine Reise durch Drenthe und ließ dort erstmals alle Großsteingräber systematisch fotografieren. Auf Grundlage dieser Fotos fertigte er Lithografien an. Conrad Leemans, Direktor des Rijksmuseums, unternahm 1877 unabhängig von Pleyte eine Reise nach Drenthe. Jan Ernst Henric Hooft van Iddekinge, der zuvor schon mit Pleyte dort gewesen war, fertigte für Leemans Pläne der Großsteingräber an. Leemans’ Bericht blieb allerdings unpubliziert. 1878 erfolgte eine Dokumentation durch William Collings Lukis und Henry Dryden, die auf Anregung von Augustus Wollaston Franks die Provinz Drenthe bereisten und dabei sehr genaue Grundriss- und Schnittzeichnungen von 40 Großsteingräbern anfertigten.

### 20. und 21. Jahrhundert
Zwischen 1904 und 1906 dokumentierte der Mediziner und Amateurarchäologe Willem Johannes de Wilde alle noch erhaltenen Großsteingräber der Niederlande durch genaue Pläne, Fotografien und ausführliche Baubeschreibungen. Der Großteil seiner Aufzeichnungen ist verloren gegangen, die Dokumentation des Grabes bei Gasteren ist hingegen noch erhalten. 1918 dokumentierte Albert Egges van Giffen die Anlage für seinen Atlas der niederländischen Großsteingräber. 1952 und 1996 erfolgten weitere Restaurierungen. Seit 1978 ist die Anlage ein Nationaldenkmal (Rijksmonument). 2017 wurde die Anlage zusammen mit den anderen noch erhaltenen Großsteingräbern der Niederlande in einem Projekt der Provinz Drente und der Reichsuniversität Groningen von der Stiftung Gratama mittels Photogrammetrie in einem 3D-Atlas erfasst.

## Beschreibung
Die Anlage besitzt eine ostsüdost-westnordwestlich orientierte Grabkammer mit einer Länge von etwa 6,7 m und einer Breite von etwa 3,1 m. Sie bestand ursprünglich wohl aus vier Wandsteinpaaren an den Langseiten, je einem Abschlussstein an den Schmalseiten und vier Wandsteinen. Van Giffen konnte hiervon 1918 noch die vier Wandsteine der nördlichen und drei der südlichen Langseite, die beiden Abschlusssteine und zwei herabgestürzte Decksteine feststellen. Der genaue Grabtyp ist unbekannt. Vielleicht handelt es sich wie bei den meisten Großsteingräbern in den Niederlanden um ein Ganggrab; durch den schlechten Erhaltungszustand der südlichen Langseite war allerdings nicht mehr festzustellen, ob sich hier ursprünglich ein Gang befunden hatte. Eine steinerne Umfassung konnte nicht festgestellt werden.